# Chiesa del Santissimo Corpo di Cristo (Pozzuoli)

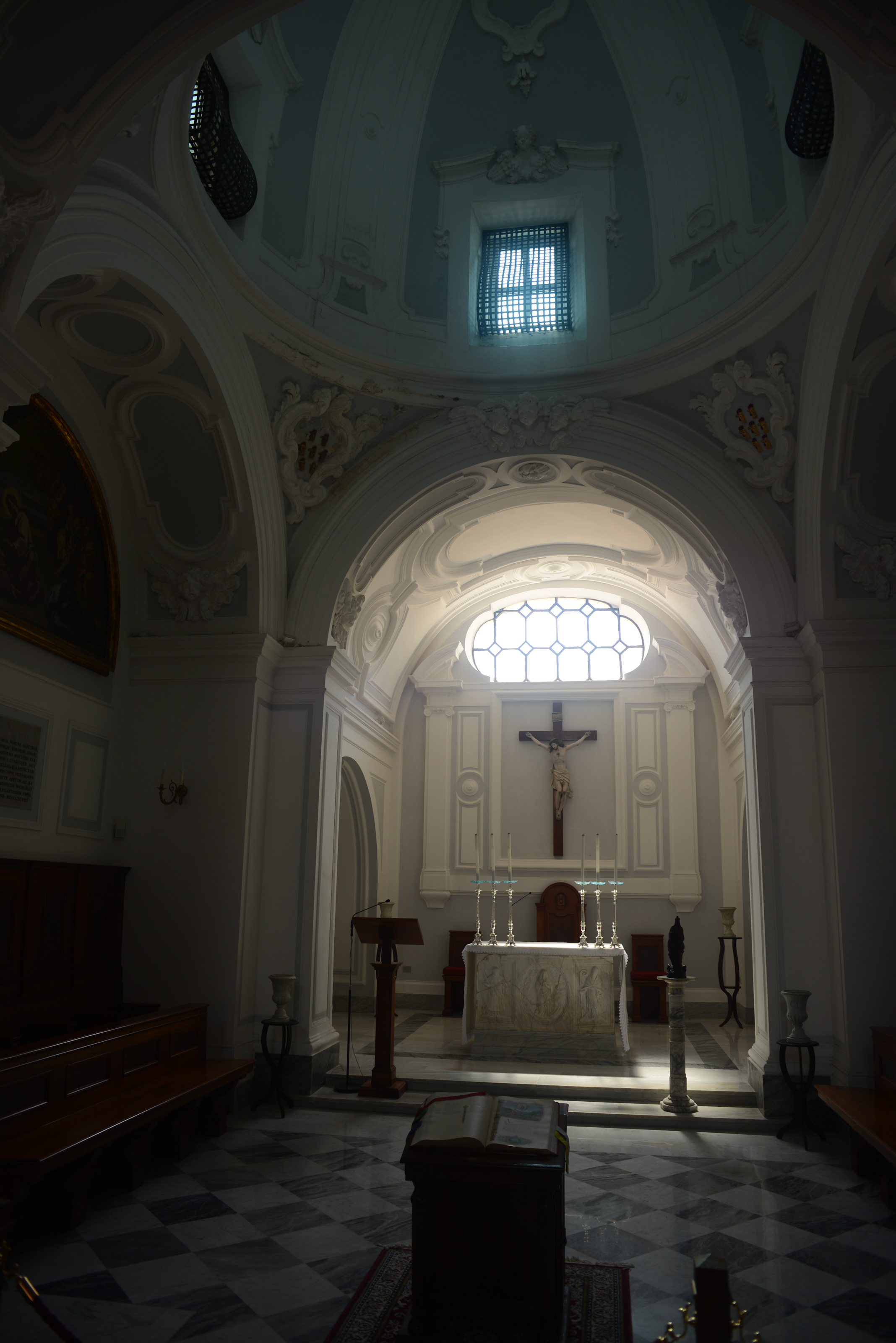
Interno della chiesa

La chiesa del Santissimo Corpo di Cristo è un piccolo edificio di culto situato sul Rione Terra e facente parte del complesso della cattedrale di Pozzuoli, alla quale è collegato in funzione di cappella feriale. Custodisce al suo interno dipinti di Giacinto Diano.

## Storia
Fu edificata nel 1354 con il nome di San Giacomo Apostolo dal principe Luigi di Taranto, marito della regina Giovanna I. L'edificio fu donato nel 1363 al capitolo dei canonici di Pozzuoli. Nel 1500 fu chiamata San Giacomo Reale, forse per distinguerla dall'adiacente cappella de Cioffis o dall'attuale chiesa di Santa Maria della Consolazione parimenti dedicate a San Giacomo il Maggiore. 
Assunse l'attuale dedicazione al Santissimo Corpo di Cristo nel periodo in cui fu ricostruita dopo l'eruzione del Monte Nuovo del 1538 e affidata all'omonima confraternita che si occupava di promuovere il culto Eucaristico.  
La chiesetta nel 1817 fu annessa al duomo in qualità di cappella per volontà del vescovo Carlo Maria Rosini. 
A seguito dei restauri svoltisi dopo il 2000 fu riaperta al culto domenica 31 ottobre 2004 dal vescovo di Pozzuoli Silvio Padoin riassumendo la sua iniziale funzione quale chiesa autonoma rispetto alla cattedrale, ancora allora chiusa al culto essendo in fase di restauro.